# Aveloso
Aveloso est un village (freguesia) portugais de la commune de Mêda ; avec une superficie de 7,53 km2 et une population de 287 habitants (2001), sa densité de population est de 38,1 hab/km2.

## Personnalités liées à la commune
- Albano Beirão